# Partido Socialista
El Partido Socialista (PS) fou un partit polític socialista espanyol. Fou fundat el 1982 a partir del Partido Socialista Obrero Español-histórico (PSOE-històric). El seu màxim dirigent fou Pablo Castellanos. Posteriorment adoptà el nom de Partido de Acción Socialista (PASOC).